# Parekura Horomia
Parekura Tureia Horomia (Tolaga Bay, 9 de novembre de 1950 – Mangatuna, 29 d'abril de 2013) va ser un polític neozelandès i diputat de la Cambra de Representants de Nova Zelanda, representant la circumscripció electoral maori d'Ikaroa-Rāwhiti entre les eleccions de 1999 i l'abril de 2013. Va ser membre del Partit Laborista. Horomia va ser el Ministre d'Afers Maoris entre el juliol de 2000 i el desembre de 2008, i va ser el portaveu del partit sobre els afers maoris i sobre les negociacions del Tractat de Waitangi.

## Inicis
Horomia va néixer a Tolaga Bay, a la regió de Gisborne de pare i mare maoris amb arrels als iwis de Ngāti Porou, Te Aitanga-a-Hauiti, Ngāti Kahungunu i Ngāi Tahu.
Inicialment treballà fent treballs de tasques manuals i després publicava diaris. Després s'interessà en els esquemes de treball del govern regional de Gisborne i a partir del 1992 seria generent general d'un grup regional per a proveir treball per aquells en l'atur.
Simultàniament va començar a involucrar-se en posicions prominents de comunitats maoris.

## Diputat
| Parlament de Nova Zelanda |      |                |        |           |
| Anys                      | Leg. | Circumscripció | Llista | Partit    |
| 1999-2002                 | 46   | Ikaroa-Rāwhiti | 25     | Laborista |
| 2002-2005                 | 47   | Ikaroa-Rāwhiti | 5      | Laborista |
| 2005-2008                 | 48   | Ikaroa-Rāwhiti | 5      | Laborista |
| 2008-2011                 | 49   | Ikaroa-Rāwhiti | 5      | Laborista |
| 2011-2013                 | 50   | Ikaroa-Rāwhiti | 6      | Laborista |

En les eleccions de 1999 Horomia va ser el candidat a la circumscripció electoral maori d'Ikaroa-Rāwhiti. Va derrotar a Derek Fox, una figura important en la política maori qui era un candidat independent.
En el nou govern del Partit Laborista format a l'acabar les eleccions, Horomia va ser nomenat Ministre Segon d'Afers Maoris, Ministre Segon de Desenvolupament Econòmic, Ministre Segon d'Ocupació i Ministre Segon d'Educació. Quan a principis de la dècada de 2000 Dover Samuels, l'aleshores Ministre d'Afers Maoris, forçadament va dimitir a causa d'al·legacions criminals, Horomia va ser nomenat Ministre d'Afers Maoris. Tot i que Samuels al final fou innocent, es va decidir que Horomia quedaria sent el Ministre d'Afers Maoris.
El Partit Laborista va perdre en les eleccions de 2008, però Horomia va ser capaç de no perdre en la seva circumscripció. De nou en les eleccions de 2011 Horomia guanyà a la circumscripció d'Ikaroa-Rāwhiti, aquest cop amb el 60,71% del vot contra el 23,10% del candidat del Partit Maori i el 14,28% del candidat del Partit Mana. La majoria d'Horomia era de 6.541 vots dels 17.391 vots vàlids totals.

## Mort
Horomia va morir sobtadament el 29 d'abril de 2013. Aquell matí es va fer públic que la seva salut estava deteriorant; en la tarda va morir a la seva casa de Mangatuna.
La seva mort va causar la necessitat d'unes eleccions parcials a la circumscripció electoral d'Ikaroa-Rāwhiti, en les quals es decidí qui el succeiria. La data d'aquestes eleccions parcials va ser el 29 de juny de 2013. Ikaroa-Rāwhiti fou retingut pel Partit Laborista en guanyar la candidata Meka Whaitiri.